# Día sangriento de Jaffa
El Día Sangriento en Jaffa (hebreo: יום הדמים ביפו) hace referencia a una avalancha de ataques violentos sobre la población judía que comenzó el 19 de abril de 1936 en Jaffa. El acontecimiento es a menudo descrito como el inicio de la revuelta árabe en Palestina.

## Preludio
El preludio inmediato a este disturbio empezó el 15 de abril de 1936 con el tiroteo de Anabta en qué seguidores árabes de Izzedin al-Qassam instalaron una barricada en la carretera Nablus a Tulkarm, parando  aproximadamente 20 vehículos para reclamar dinero efectivo y armas; separando fuera a 3 judíos de los otros ocupantes de los vehículos. Los árabes entonces dispararon sobre los 3 judíos, y sólo 1 sobrevivió.  
Los dos conductores judíos asesinados fueron Israel  (o Yisrael) Khazan, quién fue asesinado instantáneamente, y Zvi Dannenberg, quién murió cinco días más tarde. Los siguientes días miembros del Irgun dispararon y asesinaron dos trabajadores árabes que duermeian en una cabaña cercana Petah Tikva. El 17 de abril, el funeral de Khazan, uno de los judíos tiroteados en Anabta, se efectuó en Tel Aviv, atrayendo una multitud de miles, algunos de los cuales atacaron transeúntes árabes y destrozaron propiedades.
El 19 de abril, rumores que "muchos árabes habían sido matados por judíos" se extendieron en la comunidad árabe, y los árabes empezaron para atacar judíos en las calles de Jaffa. Una multitud árabe marchó hacia el  Banco Anglo palestino propiedad de judíos. La policía británica obligatoria que custodiaba el banco se defendió disparando contra la mafia y mató a dos de los manifestantes. Esto incitó a la multitud a "enfurecer" y los judíos comenzaron a ser asesinados en las calles.
Las autoridades obligatorias británicas y otras fuentes datan la revuelta árabe de 1936–39 en Palestina a los incidentes del día.
En el libro del 2006, la propaganda de Mussolini En el extranjero: Subversión en el Mediterráneo y el Oriente Medio, 1935-1940, Manuela Williams describe esto como el "acontecimiento" cumbre en una serie de ataques violentos que llevaron a la declaración de una huelga general por parte del Alto Comité árabe.

## Disturbio
Según Aryeh Avneri, citando la Historia de la Haganá, los disturbios estallaron primero entre los trabajadores portuarios de Haurani en el puerto de Jaffa. Una multitud de hombres árabes arrasó las calles mezcladas de musulmanes, cristianos y judíos de Jaffa, matando y golpeando a judíos y destruyendo hogares y negocios judíos.
11 personas fueron reportadas muertas en el primer día del amotinamiento.  Estos incluye a 2 árabes "disparados por la policía británica en defensa propia," y 9 judíos, docenas de otros fueron heridos, "La mayoría de los judíos heridos mostraban heridas de cuchillos. Los disturbios se prolongaron durante un total de 3 días, finalmente fue suprimido por el ejército británico.

## Impacto

### Refugiados
La continua amenaza de violencia combinada con la destrucción de propiedad judía y los ataques incendiarios que destruyeron los hogares judíos obligaron a 12.000 judíos a huir de Jaffa como refugiados. 9.500 fueron alojados por el municipio de Tel Aviv, lo que supone una pesada carga financiera para la ciudad. Se crearon 75 refugios temporales en escuelas, sinagogas, edificios gubernamentales e industriales.   Durante mayo y junio el Haganah fue capaz de estabilizar la situación de seguridad al punto donde aproximadamente 4,000 de los refugiados fueron capaces de regresar a sus casas.  Otros encontraron viviendas privadas, de modo que en julio solo 4.800 permanecían en campos de refugiados públicos; 3.200 de estos eran completamente indigentes.  
Para noviembre, las organizaciones benéficas judías habían colocado incluso a los refugiados indigentes en viviendas, y los campos de refugiados estaban cerrados.

### Anexión de Jaffa a Tel Aviv
Uno de los impactos de este pogromo fue el inicio de una demanda política para que Jaffa sea incorporada a la ciudad de Tel Aviv.